# Burow
Burow est une commune d'Allemagne située dans le Land de Mecklembourg-Poméranie-Occidentale et l'arrondissement du Plateau des lacs mecklembourgeois. Elle est traversée par la Tollense.

## Quartiers
- Burow
- Mühlenhagen
- Weltzin

## Personnalités liées à la commune
- Anita Weiß (1955-), athlète née à Burow.